# Vonken & vuur
Vonken & vuur is een nummer van de Belgische band Clouseau uit 2006. Het is de eerste single van hun vijftiende studioalbum Vonken & vuur.
Het vrolijke nummer gaat over een man die stapelverliefd is op een vrouw, en altijd weer nieuwe energie van haar krijgt. Het werd een grote hit in Vlaanderen, en wist de nummer 1-positie te behalen in de Vlaamse Ultratop 50.